# Olimpíada Brasileira de Robótica
A Olimpíada Brasileira de Robótica, ou OBR, é uma olimpíada de conhecimento para estudantes do ensino fundamental e ensino médio. Foi fundada como parte de uma iniciativa de pesquisadores na área de robótica (de instituições como ITA, UFRN, UNESP, FEI e FURG) para difusão da robótica na sociedade brasileira.
Em 2003 foi fundada a Competição Brasileira de Robótica, voltada para estudantes universitários, a partir da qual eram selecionados estudantes para a RoboCup. Como uma extensão natural da competição, a OBR foi fundada em 2007. Entre os objetivos de ambas as competições estão: despertar e estimular o interesse pela robótica e áreas afins e promover a difusão de conhecimentos básicos sobre robótica de forma lúdica e cooperativa.

## Modalidades
A OBR possui duas modalidades:
- Teórica — o objetivo principal de repassar informações sobre robótica aos alunos e não de cobrar conhecimento, destina-se a estudantes do ensino fundamental e é disputada em seis níveis: o primeiro nível (prova teórica), nível 0, compreende estudantes do primeiro ano do Ensino Fundamental Brasileiro (1°); o nível 1 abrange alunos dos 2° e 3° anos; o nível 2 abrange alunos dos 4° e 5° anos; o terceiro nível compreende estudantes do 6° e 7° anos; nível 4 são para os alunos do 8° e 9° anos; e o quinto nível são para alunos do ensino médio e técnico. .
- Prática — desta modalidade podem participar estudantes de ensino fundamental, médio ou técnico que tenham acesso a kits de robótica ou material para construção de robôs (particular ou da escola). O desafio consiste em construir e programar um robô que desempenhará uma função de resgate em um ambiente de desastre simulado, seguindo algumas regras específicas.

## Participantes
| Ano  | Coordenador Geral                      | Inscritos1 | Equipes Mod. Prática |
| ---- | -------------------------------------- | ---------- | -------------------- |
| 2016 | Profa. Dra. Esther Colombini (Unicamp) | 111.287    | 2.968                |
| 2015 | Profa. Dra. Esther Colombini (Unicamp) | 91.574     | 2.533                |
| 2014 | Prof. Dr. Flavio Tonidandel (FEI)      | 68.360     | 1.796                |
| 2013 | Prof. Dr. Flavio Tonidandel (FEI)      | 51.147     | 828                  |
| 2012 | Prof. Dr. Aquiles Burlamaqui (UFRN)    | 28.149     | 315                  |
| 2011 | Prof. Dr. Luis Marcos Gonçalves (UFRN) | 23.670     | 430                  |
| 2010 | Prof. Dr. Alexandre S. Simões (UNESP)  | 29.350     | 510                  |
| 2009 | Prof. Dr. Alexandre S. Simões (UNESP)  | 19.258     |                      |
| 2008 | Prof. Dr. Luis Marcos Gonçalves (UFRN) | 12.000*    |                      |
| 2007 | Prof. Dr. Jackson Matsuura (ITA)       | 6.500*     |                      |

1 Inscritos na modalidade teórica e prática
* Números aproximados

## Histórico
Em 2006, junto com o Congresso da SBC, em Campo Grande – MS, a CBR contou com a ilustre presença do Dr. David Atkinson, um dos responsáveis pela implantação do programa de robótica na exploração lunar da NASA. Sentindo a necessidade de disseminar a robótica entre os jovens, pela primeira vez, incluíram-se as crianças e adolescentes no evento com a realização da primeira Robocup Júnior, com as categorias Dança e Resgate, das quais participaram exclusivamente alunos do ensino fundamental e médio.
Diante do entusiasmo e do surpreendente sucesso da Robocup Jr em 2006, os envolvidos na organização da CBR decidem propor a 1ª. Olimpíada Brasileira de Robótica, em 2007. Essa nova iniciativa iria ao encontro de várias das diretrizes do MEC e da UNICEF, proporcionando uma oportunidade às crianças e jovens de vislumbrarem um mundo até então desconhecido.
Em 2007, em uma iniciativa singular, as duas sociedades científicas (SBA e SBC) promoveram paralelamente a suas atividades, a Primeira Olimpíada Brasileira de Robótica (OBR’07), que, admiravelmente, contou com a participação de cerca de 360 escolas e aproximadamente 6.500 alunos de 25 estados do Brasil. Convém ressaltar que os números então obtidos superaram outras Olimpíadas consolidadas, mesmo estando a OBR, então, na sua primeira edição. Esta edição não contou com nenhum tipo de financiamento oficial, e foi coordenada pelo Prof. Dr. Jackson Paul Matsuura (ITA), apoiado por um conjunto de docentes que tradicionalmente trabalharam para os eventos de robótica crescerem no país. 
A OBR´07 ocorreu em conjunto com a CBR e congresso da SBA, em Florianópolis/SC. A realização conjunta desses eventos permitiu uma forte interação dos jovens com os participantes de maior nível de escolaridade (graduação e pós-graduação), incluindo-se alguns dos maiores pesquisadores do país. Esta interação permitiu expor aos jovens a ciência e tecnologia desenvolvidas no Brasil, atendendo de forma surpreendente os objetivos da olimpíada. Objetivos estes mantidos até hoje.
Estabelecendo-se uma política salutar de alternância na coordenação da OBR dentro do grupo de trabalho, a OBR’08 foi coordenada pelo Prof. Dr. Luiz Marcos Garcia Gonçalves (UFRN). Pela primeira vez a OBR foi contemplada com apoio do CNPq/MCT, através de um projeto proposto por um conjunto de docentes de diversas instituições de ensino e pesquisa ligados à robótica (UFRN, UNESP, FEI, FURG, ITA) ao edital de Olimpíadas Científicas. Contou, em 2008, com um total aproximado de 350 escolas e mais de 10 mil alunos participantes. Sua fase final foi realizada em outubro/08, em Salvador, BA, juntamente com o Simpósio Brasileiro de Inteligência Artificial (SBIA), Encontro de Robótica Inteligente (EnRI),  Latin América Robotics Symposium (LARS) e Simpósio Brasileiro de Redes Neurais (SBRN), promovidos pela SBC e com apoio da SBA, RoboCup Federation e IEEE (Institute of Electrical and Electronics Engineers). Neste ano de 2008, os alunos mais bem qualificados na fase final da OBR participaram da RoboCup Junior Internacional, competição promovida pela RoboCup Federation, a mais importante competição de robótica do mundo, realizada em Graz, Áustria, em 2009.
As edições seguintes da OBR (OBR’09 e OBR’10) foram coordenadas pelo Prof. Dr. Alexandre da Silva Simões (UNESP), sendo ambas as edições contempladas com o apoio do CNPq/MCT. Foram dois anos de grandes avanços para a olimpíada em pelo menos quatro aspectos: o crescimento do número de participantes da olimpíada; a criação do Sistema OLIMPO para gerenciar toda a OBR; e a implementação da primeira matriz de referência para as provas teóricas, com importante colaboração da Profa. Dra. Léa da Cruz Fagundes (UFRGS), permitindo uma estruturação melhor das provas teóricas aplicadas nas escolas de todo o país.
No aspecto quantitativo, o número de escolas atingidas passou para 675 em 2009 e para mais de 800 em 2010. Pela primeira vez, a olimpíada atingiu escolas em 100% dos estados brasileiros. No total, a OBR teve mais de 20.000 inscritos em 2009 e cerca de 30.000 em 2010.  A partir de 2010 optou-se por promover uma forte informatização da olimpíada para que fosse possível o gerenciamento do número crescente de participantes e o mapeamento com precisão da atuação da olimpíada no país e da presença da robótica nas escolas. 
Em 2010, a OBR migrou da prova de sumô de robôs para a prova de resgate da RoboCup Federation.  As equipes passaram a construir robôs mais precisos, habilidosos e menos dependentes da qualidade dos motores utilizados, o que permitiu maior aprendizado dos estudantes no desenvolvimento do hardware, software e estratégia aplicada ao robô. Como fruto desta mudança, em 2011 o Brasil conquistou o título mundial na categoria Resgate da RoboCup mundial.  
A OBR 2011 foi coordenada pelo Prof. Dr. Luiz Marcos Garcia Gonçalves e contou com a coordenação executiva do Prof. Dr. Aquiles Medeiros Filgueira Burlamaqui, ambos da UFRN. Nesse ano, com o surgimento da MNR (Mostra Nacional de Robótica), evento apoiado pelo CNPq, ficou decidido que a CBR, as finais da OBR e fase presencial da MNR seriam realizadas no mesmo evento.  Tal decisão refletiu inclusive nos sistemas de informação utilizados. A partir de 2011 , a OBR e a MNR passaram a compartilhar o Sistema OLIMPO, podendo usufruir de uma base de dados única em nível nacional.
Em 2012, a OBR’12 passou a ser coordenada pelo Prof. Dr. Aquiles Medeiros Filgueira Burlamaqui, da UFRN, e com suporte de diversos professores de várias Universidades (FEI, UNESP, UFES, UFRGS e UFSJ) no Conselho Superior da OBR. As finais foram realizadas em Fortaleza-CE,  em conjunto com a CBR e MNR, e o 1º. Simpósio Brasileiro de Robótica (SBR), compilando em um mesmo espaço cerca de 1.600 participantes. 
Sob coordenação do Prof. Dr. Flavio Tonidandel (FEI),  houve uma reestruturação das representações estaduais da OBR´13 que passaram a contar com professores doutores de Universidades locais. Além disso, uma nova organização geral, com manuais, apostilas e orientações permitiu o avanço em número de participantes. Ainda em 2013, a modalidade Duatlon foi extinta dando lugar a modalidade teórica NIVEL 5.   
Em 2014, ainda sob coordenação do prof. Flavio, a OBR 2014 atinge quase 2000 equipes competidoras na modalidade prática e quase 70 mil inscritos, se tornando uma das maiores Olimpíadas Científicas do país. É criada também a modalidade NIVEL 0 na teórica, permitindo uma prova mais adequada para crianças que acabaram de entrar no 1o. ano do ensino fundamental. O Nível 0, que compreende crianças de aproximadamente 5 a 6 anos, obteve mais de 1500 inscrições.   
A Profa. Dra. Esther Luna Colombini (Unicamp), que foi vice-coordenadora em 2013 e 2014, assumiu a Coordenação Geral da OBR 2015.   
Em 2016, a OBR comemora sua décima edição e a Profa Esther Luna Colombini (Unicamp) é a coordenadora Geral do evento.  

## Conselho Superior da OBR
Atual conselho em 2016
- Prof. Dr. Luiz Marcos Garcia Gonçalves (UFRN)
- Prof. Dr. Alexandre da Silva Simões (UNESP)
- Prof. Dr. Flavio Tonidandel (FEI)
- Profa. Dra. Silvia Silva da Costa Botelho (FURG)
- Profa. Dra. Esther Luna Colombini (Unicamp)
- Profa. Msc. Carmen Ribeiro Faria Santos (UFES)
- Prof. Dr. Reinaldo Augusto da Costa Bianchi (FEI)
- Prof. Dr. Aquiles Medeiros Filgueira Burlamaqui (UFRN)Referências

1. ↑  Olimpíada Brasileira de Robótica. «Histórico da OBR». Consultado em 27 de janeiro de 2011. Arquivado do original em 14 de novembro de 2010
2. ↑  Portal Inovação Tecnológica. «Abertas inscrições para Olimpíada Brasileira de Robótica». Consultado em 27 de janeiro de 2011
3. ↑  Educação & Carreira - Portal Globo.com. «Estudantes disputam Olimpíada Brasileira de Robótica». Consultado em 27 de janeiro de 2011
4. ↑  Centro de Tecnologia da Informação Renato Archer. «Olimpíada Brasileira de Robótica recebe inscrição». Consultado em 27 de janeiro de 2011. Arquivado do original em 25 de agosto de 2011
5. ↑  «Olimpíada Brasileira de Robótica website oficial». Consultado em 3 de abril de 2013